# Francisco de Figueroa
Francisco de Figueroa (1530—1588 [?]) var en spansk digter.
Figueroa var fra Alcalá, og der døde han også; men en del af sin levetid tilbragte han i Italien som militær og statsmand, idet han efterhånden steg til en høj stilling. Han tilegnede sig i den grad det italienske sprog, at han blev en yndet digter i dette og medlem af forskellige akademier.
Hans spanske digte er ikke mange i tallet (det hedder, at han ved sin død lod de allerfleste brænde), men værdifulde ved deres fine og elegante form; navnlig vandt han laurbær ved petrarkiserende sonetter og som hyrdedigter. Man undlod da heller ikke at tildele ham navnet El Divino, hvilket man i de tider ikke sparede på; også den spanske Pindar har man kaldt ham, men just ikke med synderlig grund.
Ved sine poesier bidrog han mægtig til den klassiske italienske smags sejr i Spanien. Dog cirkulerede de kun i afskrift, medens han levede; de udkom først 1626 i Lissabon, optrykt i facsimile (New York 1903). Et supplement fremdrogs og udgavs af Foulché-Delbosc i Revue Hispanique 1911.